# گورنگه گاره
گورنگه گاره (به صربی: Gornje Gare) یک منطقهٔ مسکونی در صربستان است که در تسرنا تراوا واقع شده‌است. گورنگه گاره ۸۰ نفر جمعیت دارد.